# 西安駅
西安駅（せいあんえき、中文表記: 西安站、英文表記: Xi'an Railway Station）は、中華人民共和国陝西省西安市新城区環城北路にある中国鉄路総公司西安鉄路局が管轄する駅である。

## 利用可能な鉄道路線
- 中国鉄路総公司
  - 隴海線：連雲駅起点から1,083km、蘭州駅終点まで676km
  - 西康線（実際の起点は新豊鎮駅）：本駅起点、安康駅終点まで259km
  - 寧西線（実際の起点は零口駅）：本駅が終点、南京駅起点から1,030km
  - 包西線（実際の起点は新豊鎮駅）
- 西安地下鉄
  - ■4号線

## 駅構造

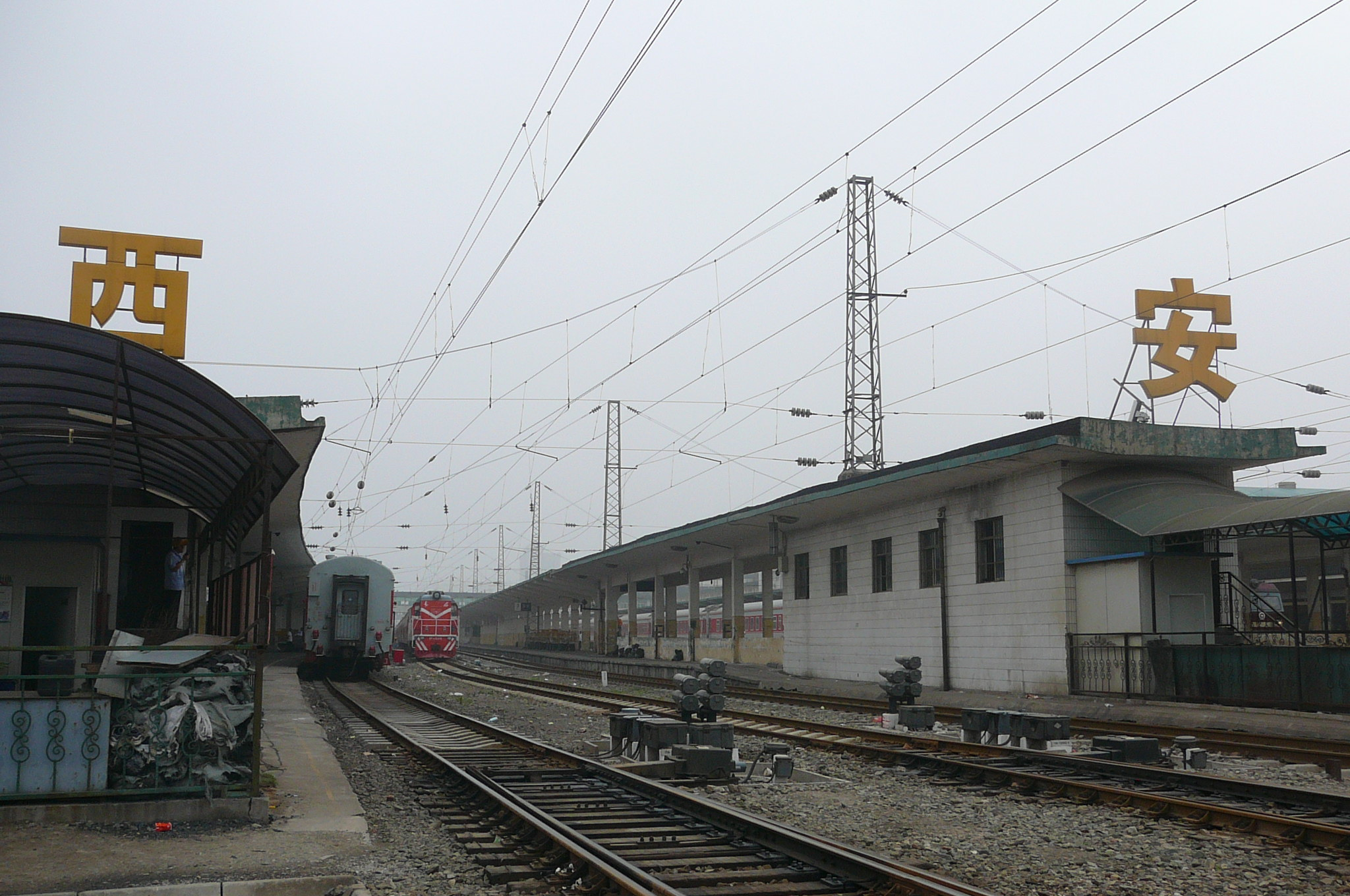
西安駅ホーム

- 単式ホーム1面、島式ホーム5面の地上駅である。

## 駅周辺
- 大明宮遺跡
- 城壁
  - 尚徳門
  - 尚勤門

## 歴史
- 1934年12月 - 建設開始。
- 1935年6月 - 駅舎完成。当時は一等駅。
- 1937年 - 長安駅に改称。
- 1952年1月1日 - 西安駅に改称。
- 1985年12月31日 - 改修工事完了。
- 1988年8月1日 - 一等駅から特等駅となる。
- 1990年10月1日 - 東配楼切符売場と事務所楼が完成。
- 2020年7月1日 - 楡林駅への復興号CR200J型を投入した。列車番号はD5095/D5096/D5097/D5098。
- 2021年12月31日 -2016年07月から始まった改修工事が完了しました。この改修工事が完了されたあと、西安駅は北広場と南広場があり、旧駅より九つのホームに増えました。

## 隣の駅
中国鉄路総公司
隴海線
西安東駅 - 西安駅 - 蓮湖駅
西康線、包西線
西安駅 - 西安東駅
寧西線
西安東駅 - 西安駅